# سرو آزول (آتشفشان شیلی)
سرو آزول (به اسپانیایی: Volcán Quizapú) یک آتشفشان چینه‌ای در شیلی است که در سن کلمنته (شیلی) واقع شده‌است. سرو آزول ۳٬۷۸۸ متر بالاتر از سطح دریا واقع شده‌است.